# Podstenice
Podstenice – wieś w Słowenii, w gminie Dolenjske Toplice. W 2018 roku liczyła 8 mieszkańców.